# Digital download

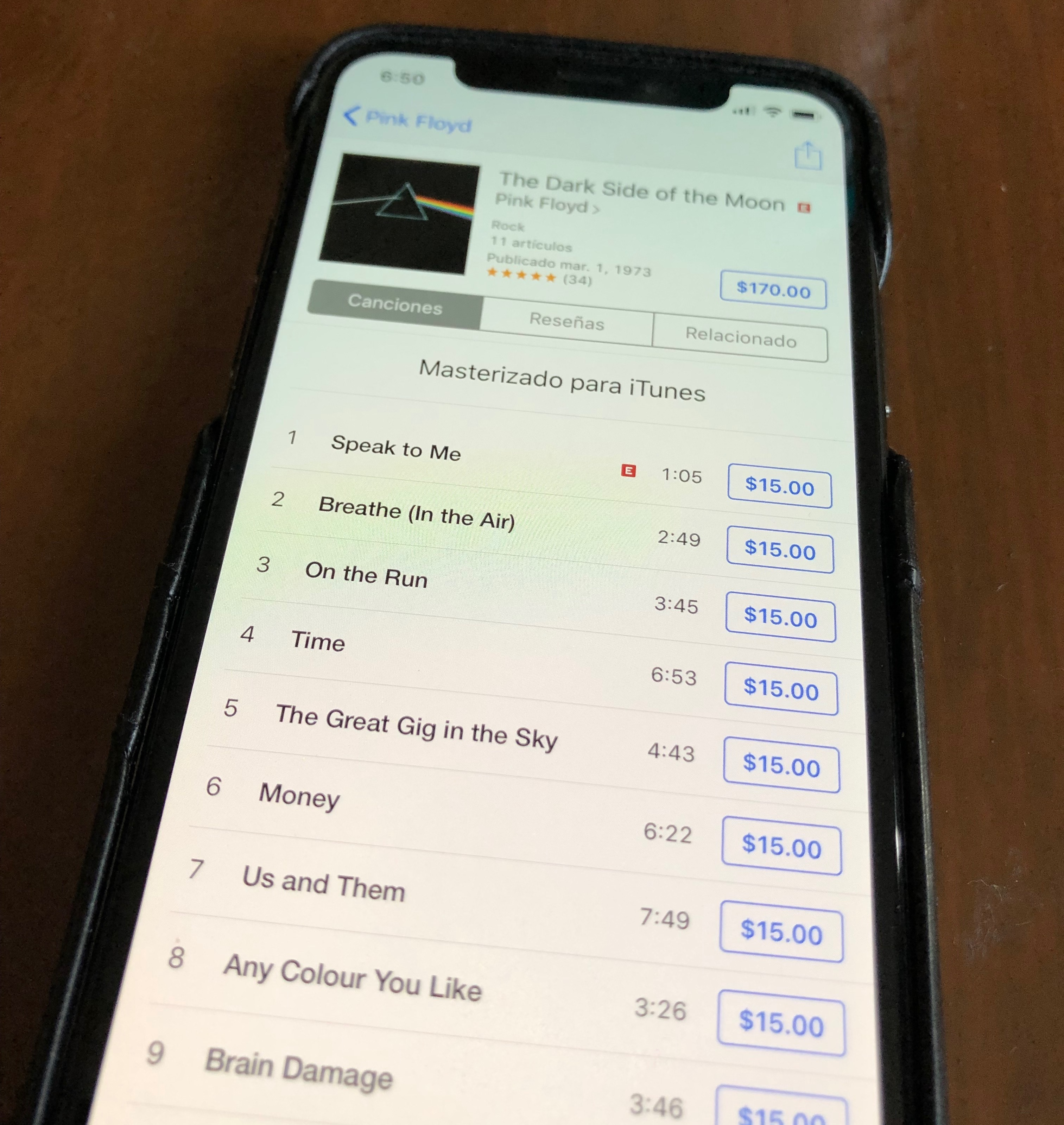
Sklep iTunes Store w telefonie komórkowym, pokazujący dostęp do ósmego albumu studyjnego Pink Floyd The Dark Side of the Moon z 1973

Digital download – sposób zakupu utworu muzycznego, singla (digital single) lub albumu drogą pobierania plików (np. w formacie MP3). Zakup taki może być zrealizowany w sklepie internetowym. Serwisy tego typu to między innymi iTunes Store, Beatport, Junodownload, DJDownload, Trackitdown, Audiojelly, DanceTunes, Traxsource, DJ Tunes lub Napster.
Utwory pobrane w trybie digital download mogą być zabezpieczane systemem DRM, który uniemożliwia tworzenie dodatkowych kopii utworu lub blokuje możliwość odtwarzania utworu na urządzeniu konkurencyjnej marki, aczkolwiek jest to stosowane niemal wyłącznie w przypadku muzyki wydawanej przez wytwórnie należące do dużych kompanii muzycznych, jak Warner Music Group, EMI, Sony Music. W przypadku muzyki wydawanej przez tzw. niezależne wytwórnie muzyczne (małe wytwórnie, sprzedające najczęściej muzykę nieobecną w mediach masowego przekazu) jest to rozwiązanie rzadko stosowane. Sklepy takie jak Beatport, Junodownload czy Trackitdown, sprzedające głównie muzykę pochodzącą z takich wytwórni, raczej unikają stosowania technik DRM.
Trendem, szczególnie wśród wytwórni niezależnych, jest przechodzenie na wydawanie wyłącznie w formacie pobieralnych plików i odejście od fizycznych nośników, jak płyty CD czy płyty winylowe. Pozwala im to na redukcję kosztów związanych z produkcją tychże nośników, co w przypadku produkcji niskonakładowych bywa znaczącym obciążeniem i wpływa negatywnie na rentowność wytwórni. Wiele współczesnych wytwórni z kręgu muzyki elektronicznej i klubowej bądź już odeszło od fizycznych płyt, bądź nigdy ich nie wydawała i od razu powstały jako wytwórnie wydające wyłącznie w formacie digital download, czyli najczęściej plików MP3 lub WAV, a niekiedy także AIFF czy FLAC i innych.
Artystką muzyczną z największą liczbą sprzedaży cyfrowych singli jest barbadoska piosenkarka Rihanna, której łączna sprzedaż na całym świecie przekroczyła 257 mln jednostek.

## Aktualny status

### Stany Zjednoczone
Dla singli kupowanych przez internet magazyn Billboard stworzył odrębną listę przebojów w 2003 roku, lecz nie zyskała ona większego zainteresowania w Stanach Zjednoczonych. Dopiero w lutym 2005 takie utwory zaczęły być uwzględniane na liście „Billboard Hot 100” oraz innych listach magazynu Billboard. We wcześniejszych latach lista „Hot 100” niewiele różniła się od „Hot 100 Airplay Chart”, ponieważ trafiały na nią głównie najbardziej znane single emitowane w stacjach radiowych. Możliwość wydawania singli w sieci umożliwiła wielu piosenkom dostanie się na muzyczne listy przebojów oraz zajęcie wysokich pozycji na tych listach, jak to było w przypadku coveru „These Boots Are Made for Walkin’” nagranego przez Jessikę Simpson, który stał się jej drugim najwyżej notowanym singlem na liście „Billboard Hot 100” właśnie dzięki digital download. Innym przykładem jest utwór Britney Spears, „Do Somethin’”, który nie był emitowany w radiu, a mimo to trafił na listy w 2005 roku.

#### Certyfikacja RIAA i American records
Certyfikacje singli wprowadzono w lutym 2005 roku. Utwory, które zostały sprzedane w określonym nakładzie są zwykle certyfikowane przez RIAA za pozwoleniem artysty oraz wytwórni płytowej.
Do listopada 2005 roku najlepiej sprzedającym się singlem w systemie digital download był utwór „Hollaback Girl” Gwen Stefani, który został pobrany ze sklepu ponad miliona razy i stał się pierwszym singlem, który osiągnął status „diamond download”. W listopadzie wyprzedził go utwór „Bad Day” Daniela Powtera. Rekord największej liczby pobrań w ciągu jednego tygodnia należy do singla „Low” rapera Flo Ridy, który w ciągu jednego tygodnia w styczniu 2008 został zakupiony ponad 470 000 razy i osiągnął status podwójnej platynowej płyty.

### Wielka Brytania
Lista „UK Official Download Chart” została uruchomiona 1 września 2004 roku i brała pod uwagę utwory trwające poniżej 10 minut, sprzedane za co najmniej 40 pensów. W styczniu 2005 roku nakład sprzedanych drogą internetową singli sprawił, że The Official UK Charts Company postanowiła wziąć je pod uwagę na liście „UK Singles Chart”.
W grudniu 2006 roku został wydany singel zwyciężczyni programu The X Factor, Leony Lewis, zatytułowany „A Moment Like This”. Nagranie zostało pobrane ponad 50 000 razy w ciągu 30 minut od udostępnienia go w sieci. W październiku 2007 roku średnio w ciągu jednego tygodnia pobierano utwory ze sklepów 1,7 miliona razy.

### Japonia
Najwięcej na świecie wydawnictw muzycznych przeznaczonych do pobrania przez internet sprzedaje się w Japonii. Najczęściej ściąganym singlem w Japonii, a także w pozostałych krajach, jest „Flavor of Life” Hikaru Utady, zakupiony 5,58 miliona razy. Na drugim miejscu jest utwór „Keep Tryin'” tej samej artystki, zakupiony 2,5 miliona razy. Na trzecim miejscu znajduje się „Koi no tsubomi” Kumi Kōdy, zakupiony 2,3 miliona razy.

## Branża komputerowa
W branży komputerowej oprogramowanie zakupione i pobrane ze sklepu internetowego jest określane jako digital download. Zazwyczaj produkt jest gotowy do pobrania natychmiast po uiszczeniu opłaty. Zaletą tej formy sprzedaży oprogramowania jest szybki czas dostarczenia go do klienta.